# Развој светског рекорда у седмобоју за жене
Светски рекорди у дисциплини седмобоју у женској конкуренцији, које ИААФ званично признаје, воде се од 1978. године.

## Не ратификовани рекорди у седмобоју
| Бодови | 1985  | Атлетичарка           | Земља            | Место                     | Датум               | Трајање  |
| ------ | ----- | --------------------- | ---------------- | ------------------------- | ------------------- | -------- |
| 5.831  | 5.654 | Лисл Алберт           | Западна Немачка  | Дилинген, Западна Немачка | 8. октобар 1978.    | 333 дана |
| 5.784  | 5.691 | Андреа Финдајс        | Источна Немачка  | Забже, Пољска             | 16. септембар 1979. | 24 дана  |
| 5.848  | 5.671 | Надежда Виноградова   | Совјетски Савез  | Фрунзе, СССР              | 30. септембар 1979. | 0 дана   |
| 5.878  | 5.730 | Силвија Барлаг        | Холандија        | Longwy, Француска         | 30. септембар 1979. | 243 дана |
| 5.922  | 5.777 | Татјана Шпак          | Совјетски Савез  | Доњецк, СССР              | 30. мај 1980.       | 44 дана  |
| 6.074  | 5.930 | Нина Головина         | Совјетски Савез  | Пјатигорск, СССР          | 13. јул 1980.       | 63 дана  |
| 6.144  | 6.095 | Јекатерина Гордијенко | Совјетски Савез  | Одеса, СССР               | 14. септембар 1980. | 222 дана |
| 6.166  | 6.104 | Џејн Фредерик         | Сједињене Државе | Волнат, САД               | 24. април 1981.     | 327 дана |
| 6.212  | 6.181 | Надежда Виноградова   | Совјетски Савез  | Кисловодск, СССР          | 6. мај 1981.        | 18 дана  |
| 6.621  | 6.670 | Рамона Нојберт        | Источна Немачка  | Хале, Источна Немачка     | 24. мај 1981.       | 35 дана  |

Да данас (30.6.2017.) ИААФ је ратификовао укупно 8 светска рекорда у женској конкуренцији.

## Ратификовани рекорди у седмобоју
| Бодови | 1985  | Атлетичарка       | Земља            | Место                    | Датум               | Трајање              |
| ------ | ----- | ----------------- | ---------------- | ------------------------ | ------------------- | -------------------- |
| 6.716  | 6.788 | Рамона Нојберт    | Источна Немачка  | Кијев, СССР              | 28. јун 1981.       | 357 дана             |
| 6.772  | 6.845 | Рамона Нојберт    | Источна Немачка  | Хале, Источна Немачка    | 20. јун 1982.       | 364 дана             |
| 6.836  | 6.935 | Рамона Нојберт    | Источна Немачка  | Москва, СССР             | 19. јун 1983.       | 322 дана             |
| 6.867  | 6.946 | Сабине Пец        | Источна Немачка  | Потсдам, Источна Немачка | 6. мај 1984.        | 2 године и 62 дана   |
| 7.148  | 7.148 | Џеки Џојнер       | Сједињене Државе | Москва, СССР             | 7. јул 1986.        | 26 дана              |
| 7.158  | 7.158 | Џеки Џојнер       | Сједињене Државе | Хјустон, САД             | 2. август 1986.     | 1 година и 349 дана  |
| 7.215  | 7.215 | Џеки Џојнер-Керси | Сједињене Државе | Индијанаполис, САД       | 16. јул 1988.       | 70 дана              |
| 7.291  | 7.291 | Џеки Џојнер-Керси | Сједињене Државе | Сеул, Јужна Кореја       | 24. септембар 1988. | 36 година и 166 дана |